# Stephan Supranowitz
Stephan Supranowitz (* 7. Januar 1933; † 1997) war ein deutscher Jurist und ehemaliger Politiker (SED). Er war Staatssekretär, stellvertretender Minister und Leiter des Amtes für Rechtsschutz des Vermögens der DDR.

## Leben
Supranowitz, Sohn eines Arbeiters, schloss sich der Sozialistischen Einheitspartei Deutschlands (SED) an. Nach dem Studium der Rechtswissenschaft wurde er Jurist und später an der Humboldt-Universität zu Berlin zum Dr. jur. promoviert. Ab 1964 war er stellvertretender Leiter des Staatlichen Vertragsgerichts Berlin und ab 1966 Vertragsoberrichter und Leiter der Abteilung Industrie beim Zentralen Staatlichen Vertragsgericht.
Von 1967 bis 1970 war er stellvertretender Staatssekretär und von 1970 bis 1972 Staatssekretär für Staats- und Wirtschaftsrecht beim Ministerrat der DDR. Im September 1972 wurde das Staatssekretariat aufgelöst und dessen Aufgabe dem Ministerium der Justiz übertragen. Von September 1972 bis Mai 1981 fungierte Supranowitz als stellvertretender Minister der Justiz und leitete die Hauptabteilungen III (Gesetzgebung) und IV (Wirtschaftsrecht) sowie die DDR-Delegation in der RGW-Beratung für Rechtsfragen. Ab Juni 1981 war er stellvertretender Leiter und von Juni 1982 bis September 1990 Leiter des Amtes für Rechtsschutz des Vermögens der DDR (Nachfolger von Hermann Kleyer).
Supranowitz war an der Verhandlung der beiden Staatsverträge zwischen der Deutschen Demokratischen Republik und der Bundesrepublik Deutschland beteiligt, erst unter Leitung von Walter Romberg, ab August 1990 unter Günther Krause. Nach dem Amtsantritt der Regierung de Maizière gehörte er im Mai 1990 neben Thomas de Maizière und Günther Krause zu der sechsköpfigen Arbeitsgruppe beim Amt des Ministerpräsidenten, die eine erste Gesetzesvorlage für eine Neufassung des „Gesetzes zur Privatisierung und Reorganisation des volkseigenen Vermögens“ (Treuhandgesetz) erarbeitete.
Supranowitz starb 1997 und wurde auf dem Waldfriedhof Neuenhagen in Brandenburg beigesetzt.

## Auszeichnungen
- 1974 Vaterländischer Verdienstorden in Bronze und 1983 in Silber
- 1980 Artur-Becker-Medaille in Gold